# Heinz Hartmann (Soziologe)
Heinz Hartmann (* 12. Februar 1930 in Köln; † September 2023 in Münster) war ein deutscher Soziologe.

## Leben
Hartmann nutzte ein Stipendium der amerikanischen Regierung, um 1952 an der University of Chicago ein Soziologie-Studium aufzunehmen. Nach Abschluss des Studiums als M.A. kehrte er als Angestellter der Universität Chicago (Research Director) nach Deutschland zurück.
Hier führte er eine Studie über Management-Ausbildung durch. Die Arbeit wurde 1955 in Paris in Englisch und Französisch veröffentlicht und 1958 auch in Deutsch publiziert. Danach widmete er sich vier Fallstudien über deutsches Unternehmertum in der Praxis. Aufgrund seiner Studien erhielt er eine Einladung der Princeton University, dort zu promovieren. Den Doktorgrad (Ph.D.) im Fach Soziologie erwarb er 1958. Ein Jahr später erschien seine Doktorarbeit bei Princeton University Press. Die deutsche Ausgabe trug den Titel Der deutsche Unternehmer. In Princeton stieg er zum Assistant Professor und Research Associate auf.
Auf Einladung von Helmut Schelsky setzte er seinen Berufsweg in Deutschland fort. Seine Habilitation erfolgte 1962, ein Ordinariat für Soziologie erhielt er 1964 an der Westfälischen Wilhelms-Universität in Münster. In der Leitung der Sozialforschungsstelle an der Universität Münster (Sitz: Dortmund) baute er eine Abteilung für Unternehmerforschung auf, aus der zahlreiche Veröffentlichungen hervorgingen.
Hartmann folgte nicht der Schelsky-Gruppe, die 1968 nach Bielefeld auszog, um dort eine Universität neuen Stils aufzubauen, sondern setzte seine stark industriegebietsbezogenen Untersuchungen von Münster aus fort. Münster bot ihm auch die Gelegenheit, sein Interesse am Wissenschaftsmanagement und an wissenschaftlichen Medien (insb. Zeitschriften) auszubauen. Tätigkeiten für die DFG, für Beiräte, Sachverständigengruppen, u. ä. folgten. 1995 wurde er in Münster emeritiert. Er war danach weiterhin wissenschaftlich aktiv und verfasste u. a. ein Buch über Zinnfiguren der DDR.
Zu seiner Lehrtätigkeit zählten einige Gastprofessuren, die ihn fast alle ins Ausland führten – so an die Universität Hamburg (Vertretung H. Schelsky), ans Institut für Höhere Studien in Wien, an die Columbia University in New York City (als Vertretung für Robert K. Merton), an die London School of Economics and Political Science, die University of Missouri in St. Louis, die Wirtschaftsakademie Breslau, die Hochschule für Ökonomie Berlin-Karlshorst und die Staatliche Universität für Verwaltung und Management in Moskau.
Nach Hartmanns Rückkehr aus den USA unternahm er es, das deutsche Publikum mit Stand und Entwicklung der amerikanischen Soziologie bekannt zu machen. 1967 veröffentlichte er seine Moderne Amerikanische Soziologie, die in zwei Auflagen stark nachgefragt wurde. 1970 erschien sein grundlegendes Lehrbuch über empirische Sozialforschung. Eine ähnliche Phase vergleichender Wissenschaftsdarstellung und -bewertung ergab sich 1986–1993, als er Gastprofessuren in der DDR und in Osteuropa wahrnahm.
Seine Arbeit ist gekennzeichnet durch eine enge Verbindung von empirischen Studien und begrifflich-theoretischer Auswertung. Das gilt sowohl für seine Untersuchungen über Management und Unternehmertum, in die er Analysen über Funktionale Autorität (dazu sein Buch 1964) wie auch über unternehmerische Leitideen, Selbstbilder und kollektive Interessen einbaute (dazu Leitende Angestellte, 1973). Diese Verzahnung von Empirie und Systematik findet sich aber auch in Hartmanns Studien über Kulturkontakt und Akkulturation, die er zum Thema Amerikanisierung in der Bundesrepublik, in Lateinamerika und Südafrika durchführte.
Seine Arbeiten über Amerikanisierung fanden schon aus politischen Motiven schnell Aufmerksamkeit, wurden aber zugleich als Vorreiter des cultural turn in den Sozialwissenschaften bezeichnet (siehe Enterprise and Politics in South Africa, 1962, und Amerikanische Firmen in Deutschland, 1963). Schließlich ist diese Arbeitsweise auch typisch für seine Untersuchungen über Praxis und Gestaltung von Wissenschaft, die sich einerseits mit dem konkreten Management von Forschung beschäftigen, andererseits an ganz grundsätzliche Aspekte von Wissenschaftslehre und Erkenntnistheorie anknüpfen. In diesem Teilbereich legte er mehrere größere Arbeiten vor: Organisation der Sozialforschung 1971, Kritik in der Wissenschaftspraxis 1984 (mit Eva Dübbers) und Entzauberte Wissenschaft 1985, herausgegeben und eingeleitet mit Wolfgang Bonß.
Hartmann setzte sich konstant für die Ausweitung und Verbesserung wissenschaftlicher Medien ein. Er war jahrzehntelang Mitherausgeber der Zeitschrift Soziale Welt, begründete 1978 die Soziologische Revue und war jahrelang Mitherausgeber der Management Revue.

## Schriften (Auswahl)
- Amerikanische Firmen in Deutschland: Beobachtungen über Kontakte u. Kontraste zwischen Industriegesellschaften, Köln, Opladen: Westdeutscher Verlag, 1963
- Funktionale Autorität. Systematische Abhandlung zu einem soziologischen Begriff, Enke: Stuttgart, 1964
- Der deutsche Unternehmer, Autorität und Organisation (Aus d. Amerikanischen von Meino Büning), Frankfurt am Main: Europäische Verlagsanstalt. 1968
- Organisation der Sozialforschung, Opladen: Westdeutscher Verlag, 1971
- Auf der Suche nach Soziologie. In: Christian Fleck (Hrsg.): Wege zur Soziologie nach 1945 : Autobiographische Notizen. Leske + Budrich Opladen 1996, S. 291–309, ISBN 3-8100-1660-8
- Logbuch eines Soziologen: Ausbildung, Arbeit, Anerkennung im Fach 1950 - 2000, Münster: Spurt-Verlag, 2007
- Spielzeug und Gesellschaft: soziologische und historische Aspekte des Sammelns von Spielfiguren, Münster: Spurt-Verlag, 2009-
- Geschichte in Zinn – aus der DDR. Spurt-Verlag, Münster 2010, ISBN 978-3-9811576-3-5